# Jean de Pourtales
Jean de Portales (født 19. august 1965 i Neuilly-sur-Seine) er en fransk racerkører, der bl.a. har kørt sammen med Allan Simonsen.
Jean de Pourtales er bemærkelsesværdig bl.a. ved, at han deltager med en delvis kunstig arm, idet han mistede venstre hånd og en del af underarmend ved et trafikuheld, da han var i 20'erne. Han kører således med et særligt rat, der er forbundet med den kunstige arm. 